# Élections générales péruviennes de 1990
Les élections générales péruviennes pour la période 1990-1995 se déroulèrent le 8 avril et le 10 juin 1990 pour renouveler entièrement le pouvoir exécutif et le pouvoir législatif.
À l’issue de ces élections, Alberto Fujimori fut élu président de la République.

## Candidatures
- Alberto Fujimori pour Cambio 90
- Mario Vargas Llosa pour le FREDEMO
- Luis Alva Castro pour le Parti Apriste Péruvien
- Alfonso Barrantes Lingán pour Izquierda Socialista (Gauche Socialiste)
- Róger Cáceres Velásquez pour FNTC
- Ezequiel Ataucusi Gamonal pour FREPAP
- Dora Larrea de Castillo pour UNO (Unión Nacional Odriísta)
- Nicolás de Piérola pour UD

L’écrivain Mario Vargas Llosa se porta candidat du parti Movimiento Libertad, du Parti populaire chrétien de Luis Bedoya Reyes et du parti Acción Popular de Fernando Belaúnde Terry, réunis dans le FREDEMO. 
Un nouveau venu, Alberto Fujimori, apparut sur la scène politique et attira l’attention de l’opinion en parcourant le pays au volant de tracteurs agricoles.

## Résultats

### Premier tour
Mario Vargas Llosa 32,6 % ;
Alberto Fujimori 29,1 %
Luis Alva Castro 22,5 % ;
Alfonso Barrantes Lingán 12,9 %.

### Deuxième tour
Alberto Fujimori battit Mario Vargas Llosa au second tour avec 62,4 % des voix contre 37,6 % pour son adversaire.